# カイル・オライリー
カイル・オライリー（Kyle O'Reilly、1987年3月1日 - ）は、カナダの男性プロレスラー。
本名、カイル・グリーンウッド（Kyle Greenwood）、ブリティッシュコロンビア州デルタ出身。

## 来歴

### キャリア初期
2005年にECCW（エクストリーム・カナディアン・チャンピオンシップ・レスリング）のリングでプロレスデビュー。
2007年6月16日、同団体が主催するトーナメント、パシフィック・カップに出場。決勝戦でスコッティ・マック、トニー・コジーナとトリプルスレットマッチで対戦。この試合に勝利を収め、同大会を優勝する。7月21日、アイスが保持するNWAカナディアンジュニアヘビー級王座に挑戦し、奪取。第26代王者に輝き、自身初のベルト戴冠となった。

### ROH
2009年11月28日、DRAGON GATE USAに初参戦。ダークマッチでアダム・コールと対戦し、勝利を収めた。また、同年よりROHに初参戦し、2010年9月13日より同団体の所属選手となる。所属後はコールとタッグを結成し、タッグ戦線に参入。2011年1月、ROHが主催するトーナメント、トップ・プロスペクト・トーナメントに出場。決勝までコマを進めるも、マイケル・ベネットに敗れ、準優勝に終わる。8月13日、コールとのタッグチーム名を「フューチャー・ショック（Future Shock）」と命名。
2012年1月7日、フューチャー・ショックを解消。デイビー・リチャーズをパートナーとした新チーム「チーム・アンビション（Team Ambition）」を結成。また、NWAスモーキーマウンテンに参戦した際には、同チームにトニー・コジーナを含めたトリオとして活動している。3月4日、ROH創立10周年記念興行、Young Wolves Risingのメインイベントに出場。チーム・アンビションとして、前タッグパートナーだったアダム・コール&エディ・エドワーズ組と対戦。39分以上に及ぶ激闘の末、敗北を喫した。6月24日、Best In The World 2012 Hostage Crisisにて、コールとハイブリッド・ファイティング・ルールで対戦したが、足4の字固めでギブアップ負けを喫する。その後、リチャーズはエドワーズとのタッグ、アメリカン・ウルブズを復活させ、アンビションとしての活動を終息する。12月16日、ROH年内最終興行、Final Battle 2012にて、ボビー・フィッシュとのタッグでウルブズと対戦したが、敗北を喫した。
2013年2月2日、フィッシュとのタッグチームを「レッドラゴン（reDRagon）」と命名し活動。3月2日、ブリスコ・ブラザーズ（ジェイ・ブリスコ&マーク・ブリスコ組）が保持するROH世界タッグ王座に挑戦。この試合に勝利を収め、第36代王者組に輝く。以降、7度の防衛に成功するが、7月27日、フォーエバー・フーリガンズ（ロッキー・ロメロ&アレックス・コズロフ組）に敗れ、王座から陥落。8月17日、フーリガンズから勝利を収め、新たにタッグ王者となったウルブズの初防衛戦の相手として対戦。これに勝利を収め、第39代王者組に返り咲いた。8月30日、プロレスリング・ゲリラが主催するトーナメント、バトル・オブ・ロサンゼルスに出場。トレント、ACH、ドレイク・ヤンガー、マイケル・エルガンを下し、優勝を収めた。
2014年3月8日、ヤング・バックス（マット・ジャクソン&ニック・ジャクソン組）に敗北を喫し、ROHタッグ王座を手放す。5月17日、ROHと新日本プロレスの合同興行、WAR OF THE WORLDSにて、ヤング・バックスが保持するROHタッグ王座に挑戦。腕ひしぎ逆十字固めでマットからギブアップ勝ちを収め、同王座に返り咲いた。8月10日、新日本プロレスが主催する西武ドーム大会にレッドラゴンとして参戦。TIME SPLITTERS（KUSHIDA&アレックス・シェリー組）が保持するIWGPジュニアタッグ王座に初挑戦したが、敗北を喫し奪取には至らなかった。11月8日、新日本プロレスの大阪大会でTIME SPLITTERSに再度挑戦し、勝利を収めて第39代IWGPジュニアタッグ王座を奪取した。
2015年1月4日、東京ドーム大会で、フォーエバー・フーリガンズ、ヤング・バックス、TIME SPLITTERSとの4WAYマッチを制し、IWGPジュニアタッグ王座の初防衛に成功した。2月11日、大阪大会にてヤング・バックス、TIME SPLITTERSとの3WAYマッチによる2度目の防衛戦に挑んだが、ヤング・バックスがTIME SPLITTERSからフォールを奪い、王座から陥落した。5月3日、福岡大会で、ヤング・バックス、ROPPONGI VICEとの3WAYマッチで王座奪還に挑んだが、ヤング・バックスがROPPONGI VICEからフォール勝ちし、王座奪取とはならなかった。

### WWE

#### NXT
2017年8月2日、WWEの傘下団体であるNXTに登場。アリスター・ブラックと対戦。試合を通して両者が得意とする蹴り技の応酬になり、終盤にはジャンピングニーからアックスキックを決めるが、ブラックからすかさずブラックマスを決められ敗戦した。11月18日、Takeover: War Gamesにてアダム・コール & ボビー・フィッシュと組んでオーサーズ・オブ・ペイン（アカム & レーザー） & ロデリック・ストロング、サニティー（アレクサンダー・ウルフ & エリック・ヤング & キリアン・デイン）とWCWで行われた金網に囲まれたリング2面で5分事にメンバーが追加される特殊ルールのウォー・ゲームで対戦。各レスラーが暴れまわる中、サニティー追加後には竹刀、スティールチェアー、スティールカンを投入してさらに混沌と化す。終盤にヤングがストロングにショーストッパーを仕掛けた隙を突いてコールが竹刀でヤングを殴打。そして最後にスティールチェアーを持ったヤングにシャイニング・ウィザードを決めて勝利した。同月29日、NXTの収録にてNXTタッグ王座を保持するサニティーにフィッシュと組んで挑戦。セコンドに就いていたコールの助力を仰いで勝負を制し、王座を戴冠した。
2018年7月11日、NXTタッグ王座を保持するマウスタッシュ・マウンテン（トレント・セブン & タイラー・ベイト）にストロングと組んで挑戦。終盤にセブンと関節技の応酬となり、最後はダブル・ニーバーを極めるとコーナーよりベイトがタオルを投入してレフェリーストップで勝利。ベルトを奪取した。

## タイトル歴

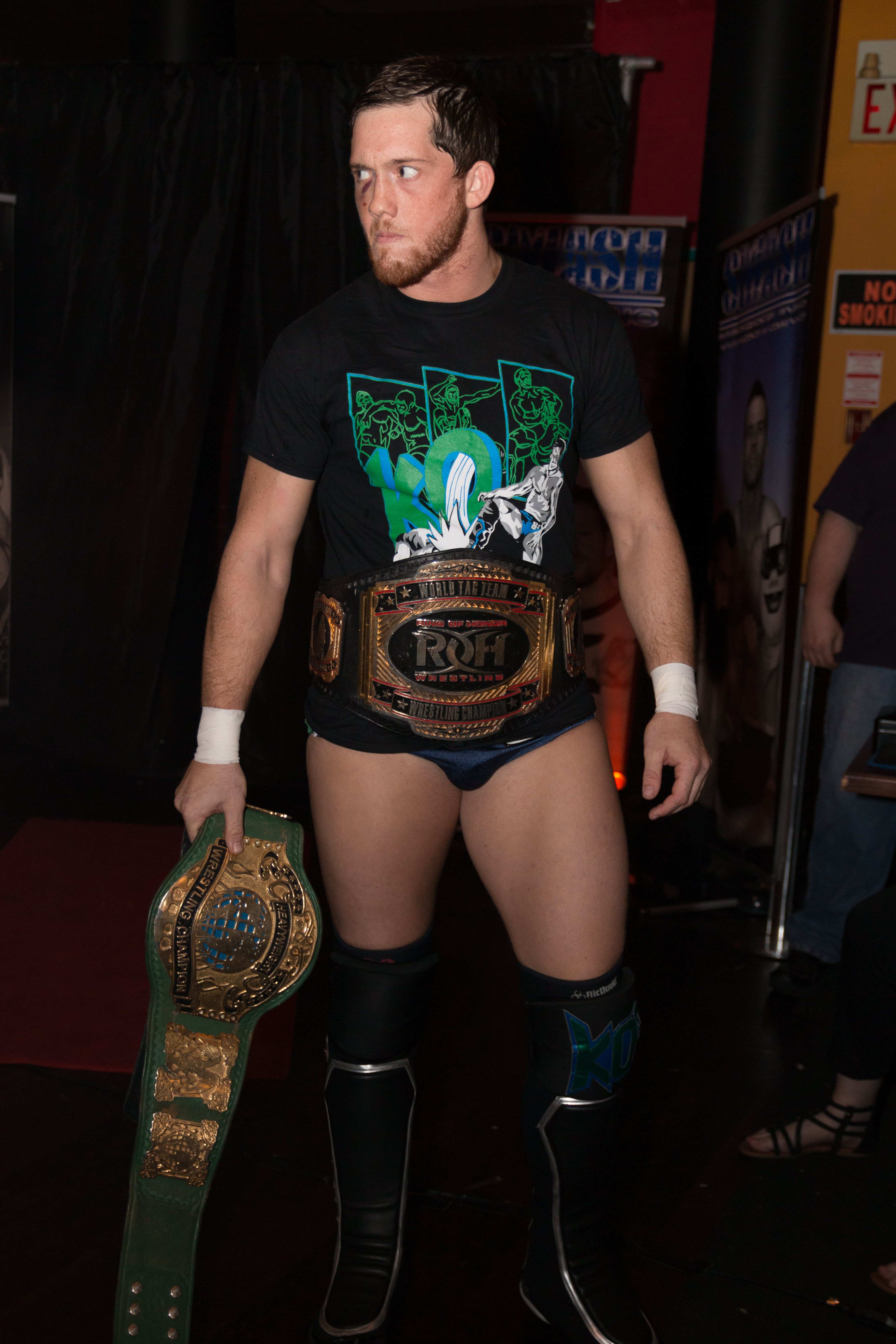
ROH世界タッグ王座&PWG世界王座

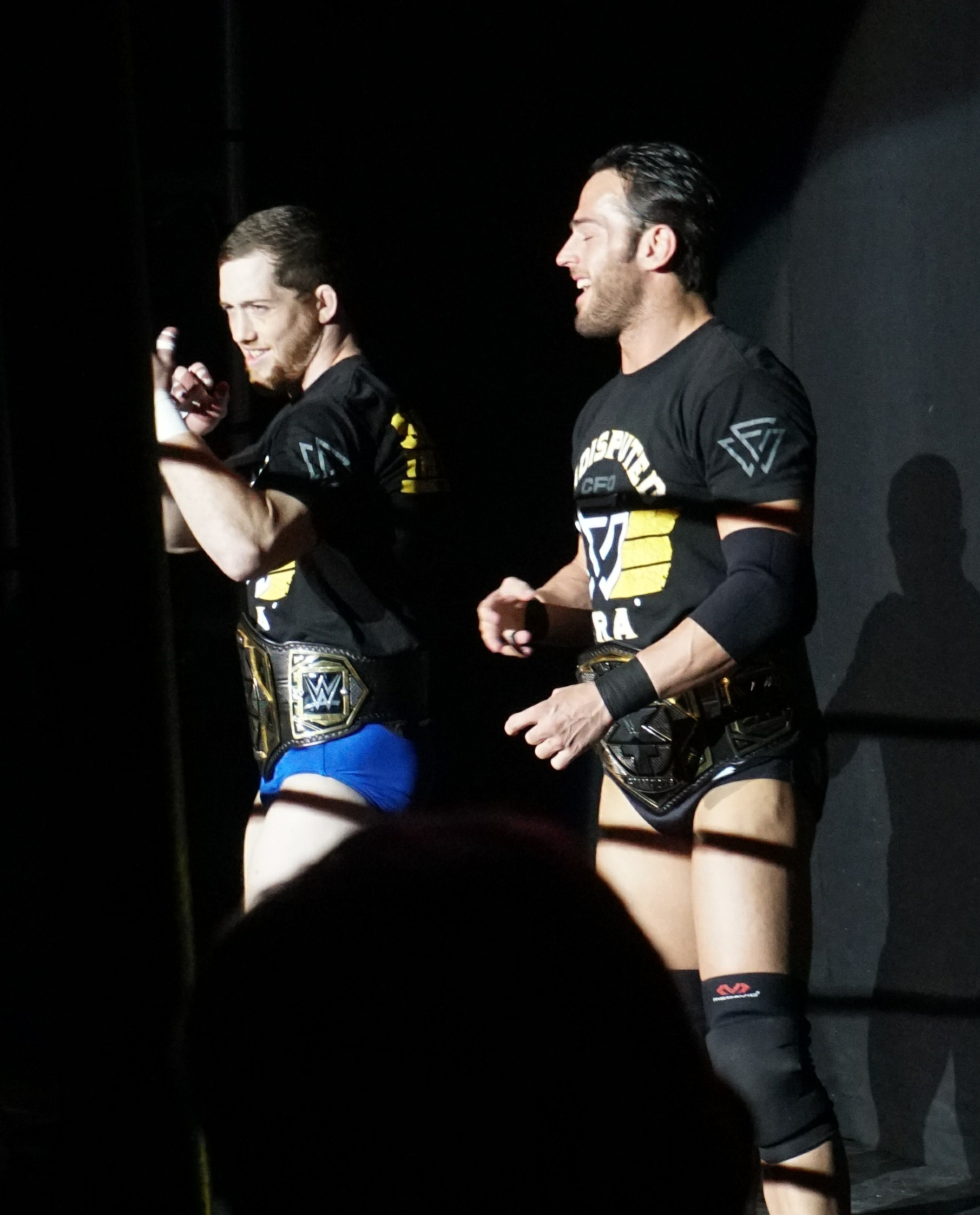
NXTタッグ王座ロデリック・ストロング

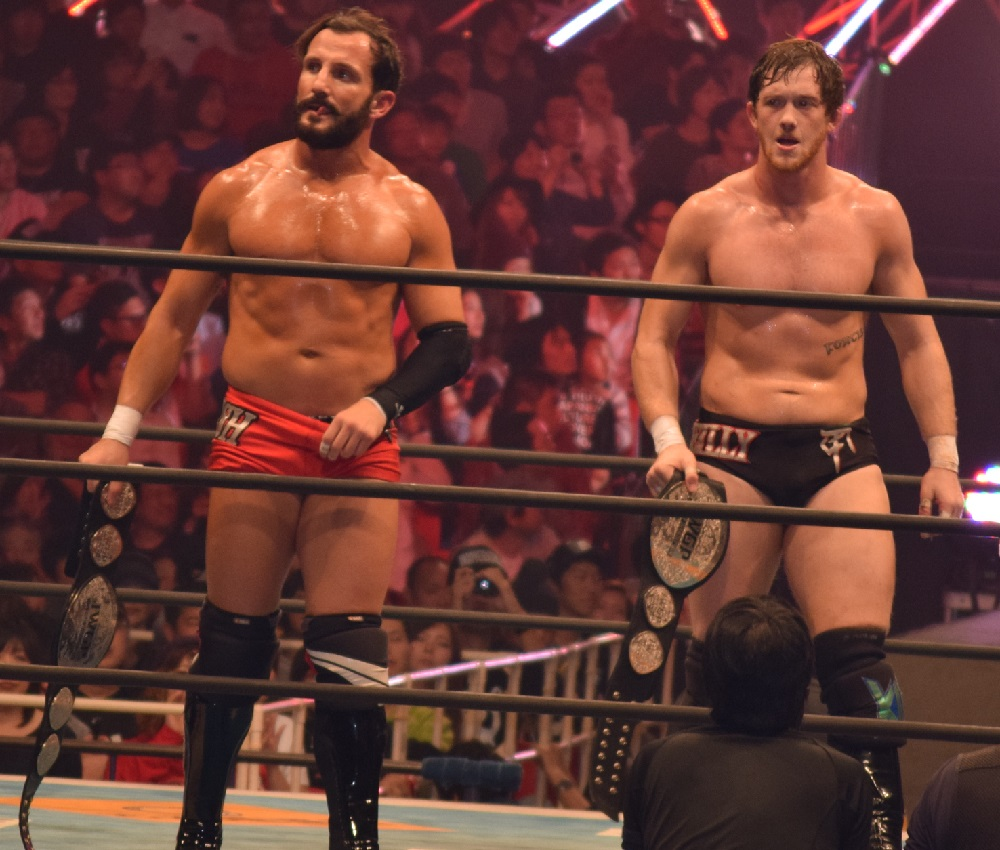
IWGPジュニアタッグ王座ボビー・フィッシュ

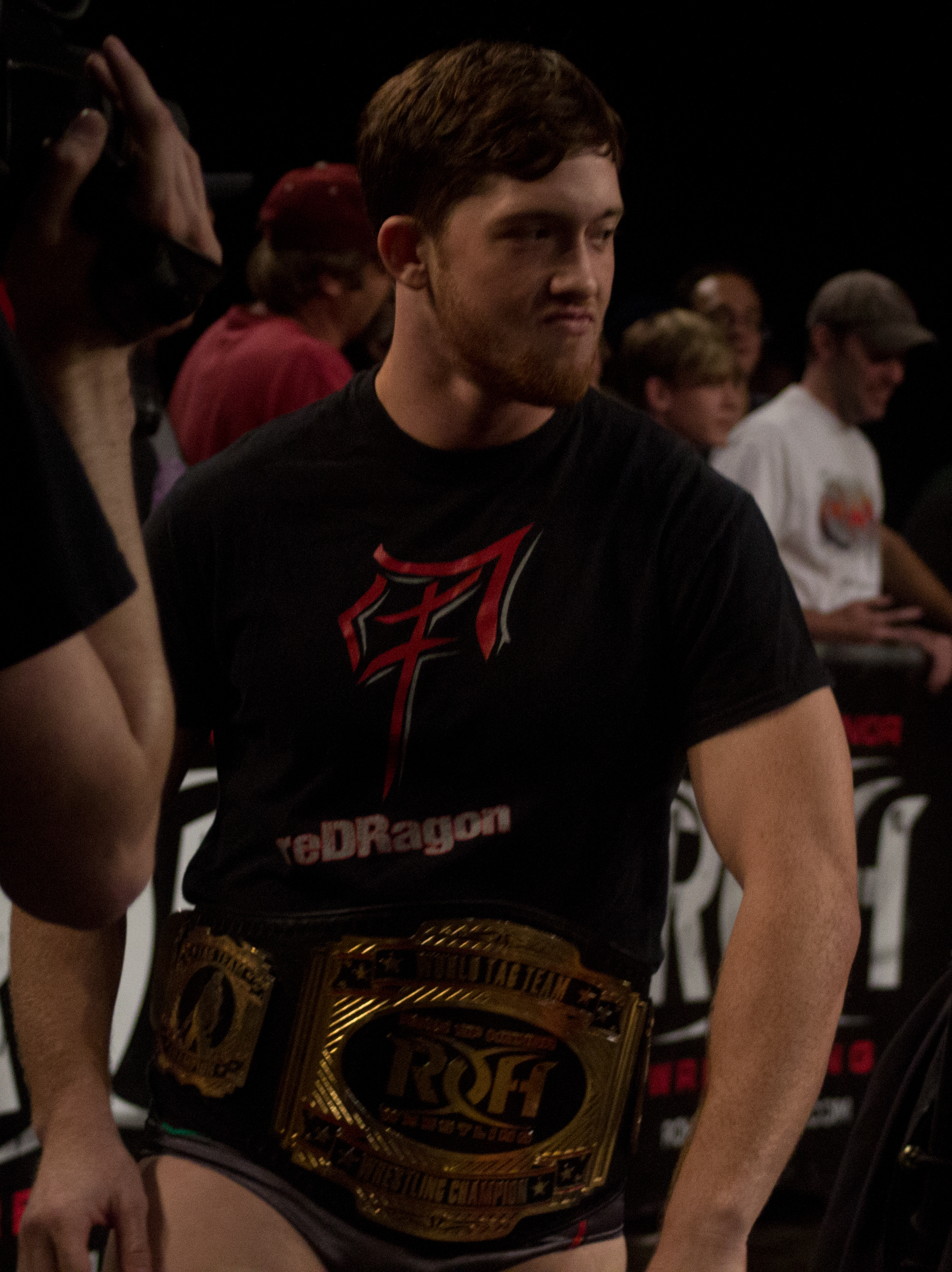
ROH世界タッグ王座を腰に巻くオライリー

WWE
- NXTタッグ王座 : 3回

w / ボビー・フィッシュ & アダム・コール & ロデリック・ストロング
w / ロデリック・ストロング
w / ボビー・フィッシュ
- ダスティ・ローデス・タッグクラシック 優勝（2018年）

w / アダム・コール
新日本プロレス
- IWGPジュニアタッグ王座 : 2回（第39、43代）

w / ボビー・フィッシュ
- SUPER Jr. TAG TOURNAMENT 優勝（2014年）

w / ボビー・フィッシュ
ECCW（Extreme Canadian Championship Wrestling）
- ECCW王座 : 1回
- NWAカナディアンジュニアヘビー級王座 : 3回（第26、28、30代）
- パシフィック・カップ 優勝（2007年）

HRW（High Risk Wrestling）
- HRWタッグ王座

w / ボビー・フィッシュ
PWP（Pro Wrestling Prestige）
- PWPタッグ王座

w / デイビー・リチャーズ
ROH
- ROH世界王座（第24代）
- ROH世界タッグ王座 : 3回（第36、39、41代）

w/ ボビー・フィッシュ
PWG
- PWG世界王座（第22代）
- バトル・オブ・ロサンゼルス 優勝（2013年）

## 入場テーマ曲
- Axe & Smash
- Undisputed
- Lightning and Thunder
- Prelude
- Dance Away[2]
- I'm Shipping Up to Boston / Dropkick Murphys

## エピソード
- 1型糖尿病患者である。